# Pachnobia gelida
Pachnobia gelida là một loài bướm đêm trong họ Noctuidae.